# 4S STAY

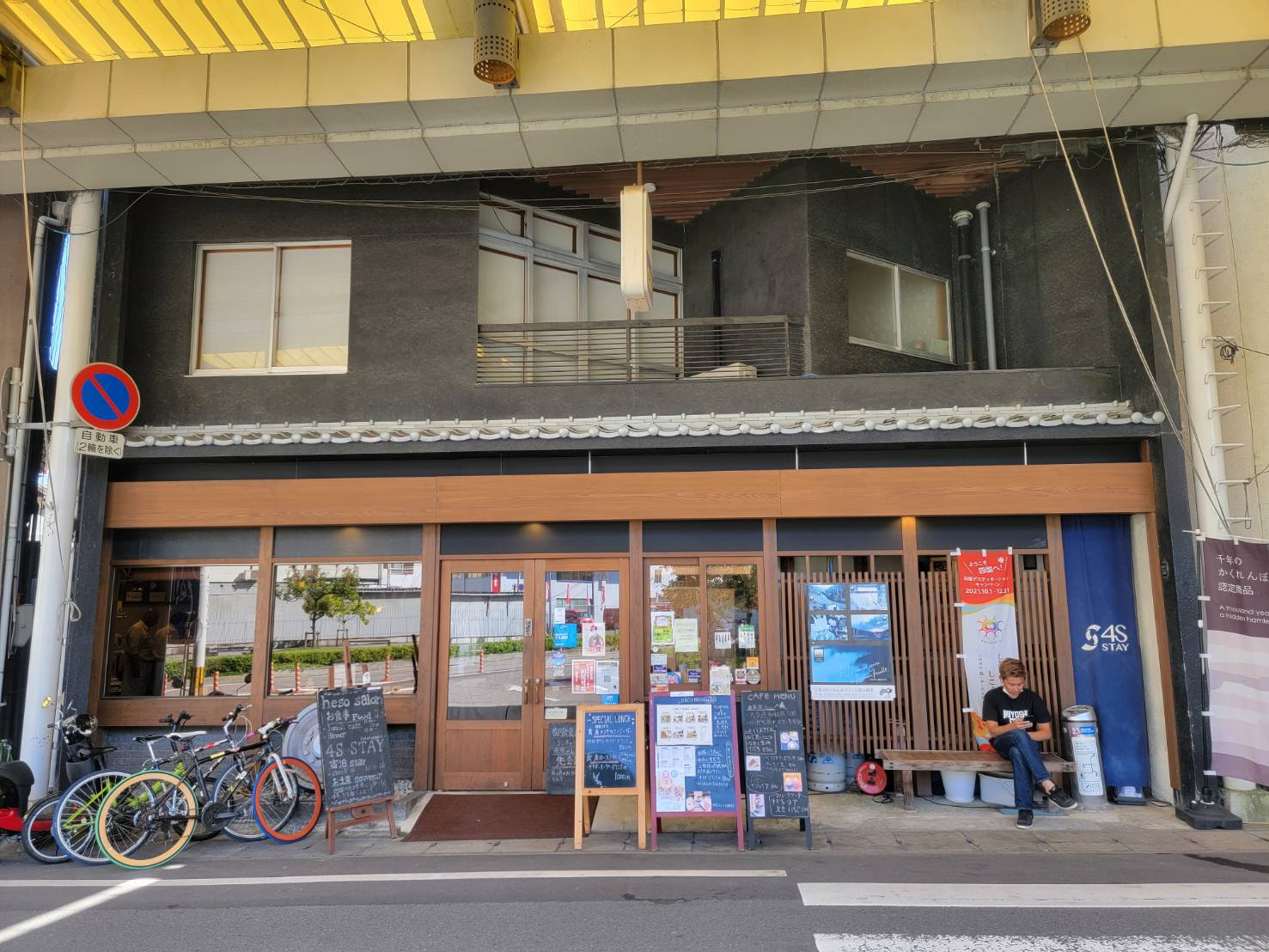
阿波池田駅前店

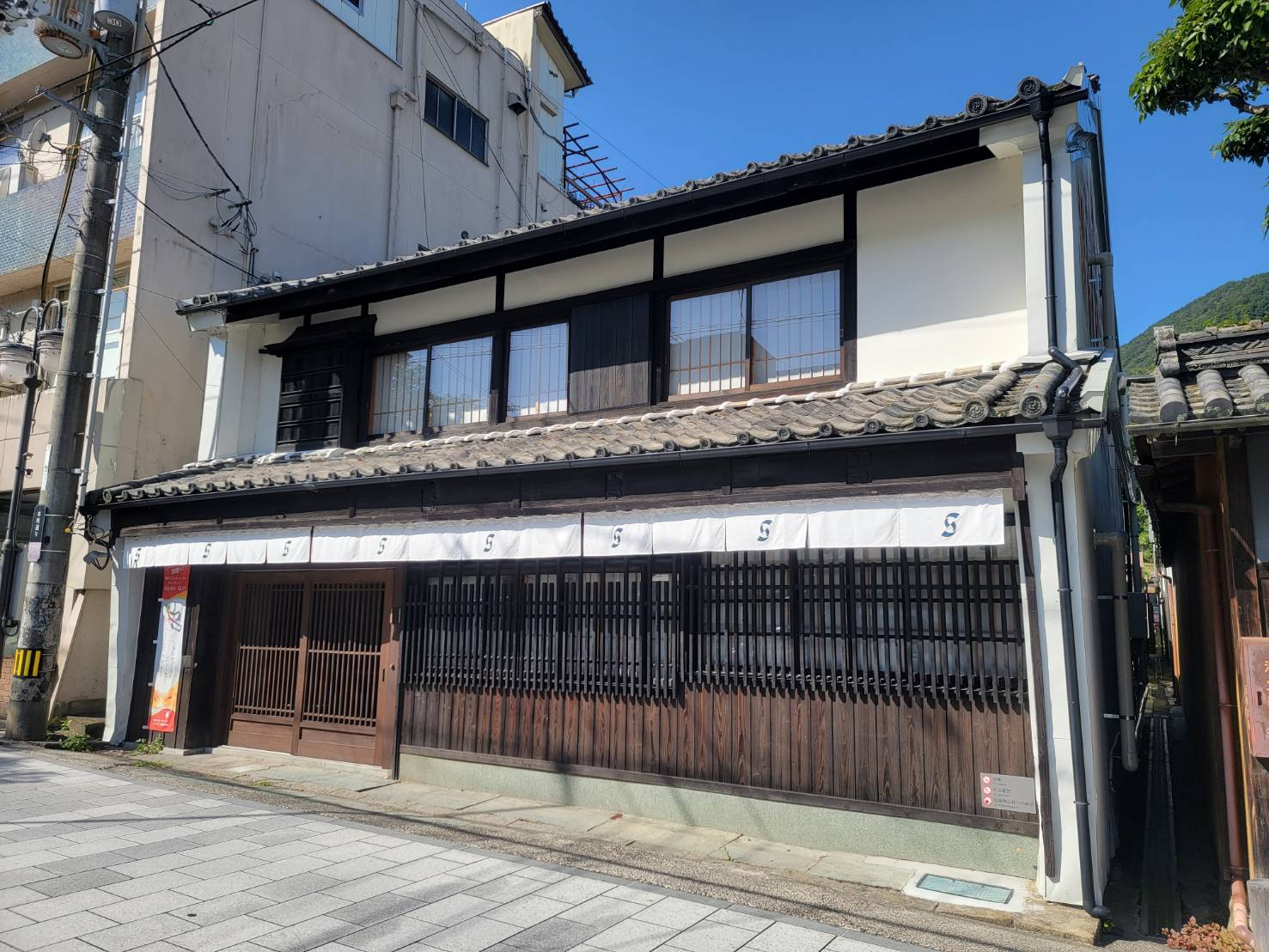
本町通り店

4S STAY（フォース ステイ）は、四国旅客鉄道が展開する簡易宿所事業の名称・ブランドネームである。

## 概要
ブランド名の「4S」は四国4県の4と四国の頭文字のSの意。加えてホテル並みの安心感と清潔さ、おもてなしのサービスを旅行者に提供するとの意味も含めた「Safety＝安全」「Support＝支える」「Satisfaction＝満足」「Spic-and-span＝清潔な」の4つのSから成り立つ。諸外国の予約サイトでは漢字表記できない可能性があることから、ローマ字及び数字を使用したブランドネームとした。ロゴマークは、四国と本州を繋ぐ「橋」をキーオブジェクトとして、四国の「S」に4県のイメージカラーをあしらい、4S STAY の文字にはコーポレートカラーを使用している。
2024年3月現在、徳島県三好市池田町で3店舗が営業中で、施設保有はJR四国、運営は他社に委託する方式をとっている。施設は既存の長屋や木造建築といった日本の和を象徴する施設をリノベーションしており、内装は随所に四国の工芸品等を用いている。
なお、JR四国に追従する形で、JR北海道も2019年12月、札幌・琴似に同様の施設を開業している（JR Mobile Inn（ジェイアール モバイルイン））。

## 沿革
- 2018年4月 - 4S STAY 京都九条開業
- 2018年11月頃 - 4S STAY 古民家宿 阿波池田駅前開業
- 2020年4月 - 4S STAY 貸切旅宿 阿波池田本町通り開業
- 2024年2月20日 - 4S STAY 彩り旅宿 池田温泉横開業[1]

## 店舗
第一号店 京都九条（2020年3月31日より営業休止）
仮想現実（VR）で四国の観光名所を体感できる端末を置くなど、京都を訪れるインバウンドを中心とした客層の四国への送客の基盤とした。
第二号店 阿波池田駅前
駅前商店街にあった寿司屋をリノベーションし、カフェ・ダイニング「here salon」も併設。
第三号店 阿波池田本町通り
築120年越えの町屋をリノベーション
彩り旅宿（いろどりりょじゅく） 池田温泉横
池田温泉横の和菓子店を改装。